# Stazione di Drummondville
La stazione di Drummondville è una stazione ferroviaria canadese situata a Drummondville nella provincia del Québec.
La stazione è servita da diverse tratte della Via Rail Canada provenienti da Montréal.

## Storia

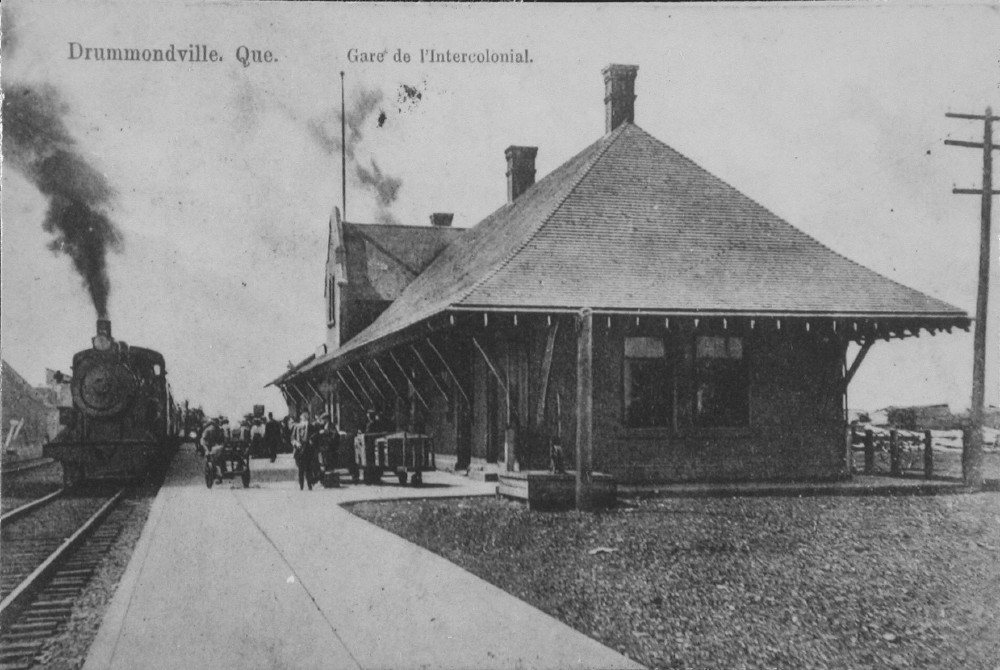
La stazione di Drummondville verso il 1911

La stazione di Drummondville venne costruita dalla Chemin de fer Intercolonial nel 1904. L'edificio è stato nominato monumento storico dalla città di Drummondville il 27 gennaio 2002.